# アンリーズ・シュイルハン
アンリーズ・シュイルハン（ドイツ語: Annelies Schilhan、1936年3月12日 - ）は、オーストリア出身のフィギュアスケート選手（女子シングル）。1952年オスロオリンピックオーストリア代表。

## 主な戦績
| 大会/年            | 1951-52 | 1952-53 | 1953-54 |
| ------------------ | ------- | ------- | ------- |
| オリンピック       | 16      |         |         |
| 世界選手権         | 14      | 11      |         |
| 欧州選手権         | 9       | 5       | 4       |
| オーストリア選手権 | 1       | 1       | 1       |